# Cüneyt Çakır
Cüneyt Çakır (23. studenog 1976.) je turski nogometni sudac iz Istanbula.

## Životopis
Jedan je od 12 nogometnih sudaca, koji će suditi na Europskom nogometnom prvenstvu 2012. u Poljskoj i Ukrajini.
| Runda     | Datum            | Stadion                   | Momčad #1 | Rez. | Momčad #2 |   |   |
| --------- | ---------------- | ------------------------- | --------- | ---- | --------- | - | - |
| Skupina D | 11. lipnja 2012. | Olimpijski stadion, Kijev | Ukrajina  | 2:1  | Švedska   | 2 | 0 |
| Skupina C | 18. lipnja 2012. | Stadion Miejski, Poznanj  | Italija   | 2:0  | Irska     | 7 | 1 |